# Linda Hazzard
Linda Burfield Hazzard (Carver, 18 de dezembro de 1867 - 24 de junho de 1938), apelidada de "Doutora da fome" foi uma charlatã americana, praticante de fraude e vigarista conhecida por sua promoção do jejum como tratamento. Ela foi presa pelo estado de Washington por várias mortes resultantes disso em um sanatório em que operou no início do século XX. Seus tratamentos foram responsáveis por pelo menos 15 mortes. Nascida em 1867 no Condado de Carver, Minnesota, ela morreu durante um jejum em 1938.

## Carreira
Hazzard nasceu Lynda Laura Burfield em Carver, Minnesota, um dos oito filhos de Montgomery e Susanna Neil (Wakefield) Burfield. Ela não tinha formação em medicina, mas foi licenciada para praticar medicina no estado de Washington por meio de uma brecha que em alguns praticantes de medicina alternativa haviam adquirido. De acordo com seu livro The Science of Fasting, ela estudou com Edward Hooker Dewey, um campeão do jejum.
Ela criou um "sanatório", Wilderness Heights, em Olalla, Washington, onde pacientes em jejum por dias, semanas ou meses com uma dieta de pequenas quantidades de tomate e suco de aspargos e, ocasionalmente, uma pequena colher de chá de suco de laranja. Enquanto alguns pacientes sobreviveram e cantaram publicamente seus louvores, dezenas morreram sob seus cuidados. Hazzard afirmou que todos eles morreram de doenças não reveladas ou até agora não diagnosticadas, como câncer ou cirrose hepática. Seus oponentes alegaram que todos morreram de fome. Os moradores locais se referiam ao local como "Alturas da fome". Ela garantiu às pessoas que seu método era uma panacéia para todos os tipos de doenças, porque ela era capaz de livrar o corpo de toxinas que causavam desequilíbrios no corpo.
Durante sua carreira, Hazzard escreveu dois livros sobre o que ela afirma ser a ciência por trás do jejum e como ele pode curar doenças. O primeiro livro que ela escreveu foi "Jejum para a cura da doença" (1908). Seu segundo livro foi "Scientific Fasting: The Ancient and Modern Key to Health" (1927).
Em 1912, ela foi condenada por homicídio culposo pela morte de Claire Williamson, uma rica mulher britânica, que pesava menos de 22,8 quilos no momento de sua morte. No julgamento, ficou provado que Hazzard falsificou a vontade de Williamson e roubou a maioria de seus objetos de valor. A irmã de Williamson, Dorothea, também adotou o tratamento e, alegadamente, só sobreviveu porque um amigo da família apareceu a tempo de removê-la do complexo. Sugere-se que um deles tenha conseguido contrabandear um telegrama para alertar a família; no entanto, na hora da chegada, Claire já havia morrido. Dorothea estava fraca demais para sair sozinha, pesando menos de 15 quilos. Mais tarde, ela testemunhou contra Hazzard no julgamento.
Hazzard foi condenada de 2 a 20 anos de prisão, que serviu na Penitenciária do Estado de Washington em Walla Walla. Ela foi libertada em liberdade condicional em 26 de dezembro de 1915, após cumprir dois anos, e no ano seguinte o governador Ernest Lister perdoou-lhe totalmente. Ela e o marido, Samuel Chrisman Hazzard (1869–1946), se mudaram para a Nova Zelândia, onde atuou como nutricionista e osteopata até 1920.
Em 1917, um jornal de Whanganui informou que ela possuía um certificado de prática do Conselho Médico do estado de Washington. Como ela usou o título de médica, ela foi acusada em Auckland pela Lei dos Profissionais da Medicina por praticar medicina enquanto não estava registrada para fazê-lo, considerada culpada e multada em £ 5 mais custos (aproximadamente US $ 462,13 mais custos em 2014).
Em 1920, ela voltou a Olalla, Washington, e abriu um novo sanatório, conhecido publicamente como "escola de saúde" desde que sua licença médica foi revogada e continuou a supervisionar jejuns até o edifício sofrer um incêndio em 1935; e nunca foi reconstruído.
Linda Burfield Hazzard morreu de fome em 1938 enquanto tentava uma cura em jejum.

## Diário de Earl Edward Erdman
Em 28 de março de 1910, Earl Edward Erdman, engenheiro civil da cidade de Seattle, morreu de fome no Hospital Geral de Seattle. Ele mantinha um diário que detalhava o tratamento de Hazzard durante as semanas anteriores, fornecendo uma visão do tratamento que Hazzard prescreveu a seus pacientes.

## Mortes atribuídas a Hazzard
1908
- Sra. Elgin Cox[13]
- Daisey Maud Haglund (fundadora do restaurante da mãe de Ivar, Ivar Haglund) - A causa oficial de sua morte foi o câncer de estômago. Sua incapacidade de comer a faria morrer de fome mesmo sem a ajuda de Hazzard.[14]
- Ida Wilcox[6]

1909
- Blanche B. Tindall[13]
- Viola Heaton
- Eugene Stanley Wakelin - morreu de uma bala na cabeça na propriedade de Hazzard. Ainda não se sabe se ela foi a responsável pelo tiroteio, embora se especule que seja o caso.[6]

1910
- Maude Whitney[6]
- Conde Edward Erdman[13]
- LE Rader[15]

1911
- Frank Southard[6]
- CA Harrison
- Ivan Flux
- Lewis Ellsworth Rader
- Claire Williamson

1912
- Mary Bailey[2]
- Ida Anderson[2]
- Robert Gramm[2]
- Fred Ebson[2]

1938
- Linda Hazzard